# فرودگاه لا لوچ
فرودگاه لا لوچ  (به انگلیسی: La Loche Airport) یک فرودگاه همگانی است که یک باند فرود شن دارد و طول باند آن ۱۱۵۵ متر است. این فرودگاه در کشور کانادا قرار دارد و در ارتفاع ۴۶۱ متری از سطح دریا واقع شده است.